# Krendelgraben
Der Krendelgraben ist ein gut einen halben Kilometer langes Bächlein im unterfränkischen Landkreis Main-Spessart, der aus nordwestlicher Richtung kommend von rechts in den Fränkbach mündet.

## Verlauf
Der Krendelgraben entspringt auf einer Höhe von etwa 260 m ü. NN auf der Marktheidenfelder Platte in der Feldflur Fussberg aus einer intermittierenden Quelle nordwestlich von Roden.
Das Bächlein fließt zunächst stark begradigt etwa zweihundert Meter südostwärts durch Felder, knickt dann nach Südsüdosten ab, unterquert noch die nach Ansbach führende Kreisstraße MSP 12 und mündet schließlich auf einer Höhe von etwa 231 m ü. NN in  der Flur Alter Steinbruch von rechts in den von Nordnordosten kommenden Fränkbach.
Der Krendelgraben ist auf ganzer Länge ein Feldweggraben fast ohne Gehölzbewuchs.